# 藤田真人
藤田 真人（ふじた まさひと、1981年3月30日 - ）は、日本の俳優。オフィスMORIMOTO二部所属。かつてはロ・ロールに所属していた。大阪府出身。身長172cm、体重53kg。

## 出演

### 映画
- 闇金ウシジマくん PART3（2016年9月22日、山口雅俊監督）
- I LOVE MOUNT FUJI（2016年、春田鮎監督）
- あゝ、荒野（2017年10月、岸善幸監督）
- 氷菓（2017年11月3日、安里麻里監督）

### テレビ
- ナイトinナイト『ナンバ壱番館』（ABCテレビ）
- 港古志郎警視（2013年、BS11）
- 先人たちの底力 知恵泉『「戦国大名」を始めた男 北条早雲』（2015年3月3日、NHK Eテレ） - 将軍役
- 危篤スルー 第1・3話（2015年11月12日・11月26日、日本テレビ） - 記者役
- お義父さんと呼ばせて 第8話（2016年3月8日、関西テレビ制作・フジテレビ系列） - 先生役
- 中居正広の金曜日のスマイルたちへ（2016年・2017年、TBS)
  - 『高橋みなみ篇』 - 先生役
  - 『北村弁護士篇』 - 弁護士役
  - 『石井ふく子篇』 - 社員役
  - 『上野正彦篇』 - 調査員役
  - 『野際陽子篇』
- たけしの健康エンターテインメント!みんなの家庭の医学（2016年・2017年、テレビ朝日）
- 芸能人きっかけシアター〜そもそもアノ人なぜ売れた!?〜（2016年8月21日、フジテレビ）
- 実録!ひばりと裕次郎（2016年10月6日、TBS）
- 総合診療医ドクターG（2016年、NHK）
- 絶景探偵。 第1話（2017年3月4日、FCT）
- CRISIS 公安機動捜査隊特捜班 第9話（2017年6月6日、カンテレ制作・フジテレビ系列）
- プラージュ〜訳ありばかりのシェアハウス〜 第5話（2017年9月9日、WOWOW） - 面接官役
- モンスター 第7話（2024年11月25日、関西テレビ・フジテレビ系） - イベントスタッフ 役

### 舞台
- 僕らはゴミじゃない（2007年1月26日-1月28日、NK projects!公演）[1]
- 愚行〜愛の形〜（2007年7月20日-7月22日、NK projects!公演）[2]
- Snowoman（2008年3月7日-3月9日、NK projects!公演）[3]
- 夏唄日記（2008年7月30日-8月3日、D・N♥プロデュース公演）[4]
- ロミオとジューリエット（2013年2月13日-2月17日、愛川欽也プロデュース公演） - 領主エスガラス役[5]

### CM
- NTTドコモ中国（2001年）
- NTTぷらら 4K 画質（2013年）
- 旭化成ホームズ ヘーベルハウス（2015年）
- クラシエ いち髪（2015年）
- Peugeot 体感試乗キャンペーン（2016年）
- クリエイト『居酒屋』編（2016年）
- ミクシィ『モンスターストライク』（2017年）
- キリンビール のどごし生『さぁのどごそう！登場』篇（2017年）
- トーカンオリエンス（2017年）
- メグミルク さけるチーズ『母の半分』篇（2017年）
- ビンゴ5『ラグビー試合中！』篇（2017年）

### VP
- アドビシステムズ adobeトリックアート（2014年）
- 全国農業協同組合中央会 JA共済（2015年）
- 富士通（2015年）
- 三井住友海上（2015年）
- 日本ヒューレット・パッカード（2015年）
- トッパン・フォームズ（2016年）
- 横浜市防災センター（2016年）
- アステラス製薬（2016年）
- NTTコミュニケーションズ（2016年）
- NEC（2016年）
- 富士通（2016年）

### その他
- 日本電気 NEC iEXPO（2014年）
- アステラス製薬 WEB・ポスター（2015年）
- Vシネマ 東京地下女子刑務所（2016年）
- MV GARNiDELiA『MIRAI』（2016年）
- 旭化成ホームズ『ヘーベルハウス住宅展示場』（2017年）